# Alfonso Domenech
Alfonso Domenech (Pergamino, Provincia de Buenos Aires; 27 de marzo de 1993) es un piloto argentino de automovilismo. Desarrolló su carrera deportiva integramente en categorías de turismos de su país, destacándose por sus participaciones en las divisionales del Turismo Nacional de donde se proclamó campeón en la temporada 2016 de su Clase 2. Su consagración en esta categoría, tuvo la particularidad de haberse proclamado sin ganar ninguna competencia final.
Supo competir también en la Clase 3 del TN y debutó en 2021 en la divisional TC Mouras de la Asociación Corredores de Turismo Carretera. En 2023 debutó en la divisional TC Pista, pero tras un paso poco auspicioso, enfocó sus esfuerzos en su participación dentro del Turismo Nacional (donde sucesivamente compitió en los equipos de José Martos, Nicolás Kern  y el DTA Racing), retornando al TC Pista al año siguiente. En esta última temporada alcanzó su mejor producción al proclemerse nuevamente campeón de Turismo Nacional, pero en esta oportunidad de la Clase 3, definiendo el título al comando de un Volkswagen Virtus del equipo de Iván Saturni. Debido a que a partir de esa temporada, la Asociación de Pilotos de Automóviles de Turismo pasó a fiscalizar sus categorías bajo la órbita de la Asociación Corredores de Turismo Carretera, la obtención de este título lo habilitó para debutar dentro del Turismo Carretera, a partir de la temporada 2025.

## Trayectoria
| Temporada | Categoría                    | Equipo                 | Coche                | Carreras | Victorias | Podios | Poles  | VR     | Puntos | Pos.   |
| --------- | ---------------------------- | ---------------------- | -------------------- | -------- | --------- | ------ | ------ | ------ | ------ | ------ |
| 2013      | Clase 2 del Turismo Nacional | Giacone Competición    | Renault Clio         | 12       | 0         | 1      | 0      | 0      | 123.00 | 13.º   |
| 2014      | Clase 2 del Turismo Nacional | Giacone Competición    | Renault Clio         | 11       | 0         | 0      | 0      | 0      | 65.00  | 20.º   |
| 2015      | Clase 2 del Turismo Nacional | PCD Sport              | Volkswagen Gol Trend | 10       | 0         | 1      | 0      | 0      | 118.00 | 14.º   |
| 2015      | Clase 2 del Turismo Nacional | Saturni Racing         | Renault Clio         | 2        | 0         | 0      | 1      | 0      | 118.00 | 14.º   |
| 2016      | Clase 2 del Turismo Nacional | Saturni Racing         | Renault Clio         | 12       | 0         | 4      | 0      | 1      | 273.00 | 1.º    |
| 2017      | Clase 3 del Turismo Nacional | MG-C Competición       | Citroën C4 Lounge    | 4        | 0         | 0      | 0      | 0      | 60.00  | 23.º   |
| 2017      | Clase 3 del Turismo Nacional | GR Competición         | Alfa Romeo 147       | 4        | 0         | 0      | 0      | 0      | 60.00  | 23.º   |
| 2018      | Clase 3 del Turismo Nacional | Equipo MG-C Pergamino  | Ford Focus III       | 11       | 0         | 1      | 0      | 0      | 104.00 | 17.º   |
| 2019      | Clase 3 del Turismo Nacional | Martos Med Team        | Ford Focus III       | 6        | 0         | 0      | 0      | 0      | 158.00 | 9.º    |
| 2019      | Bessone Toyota Team          | Toyota Corolla E170    | 5                    | 2        | 3         | 0      | 1      |        | 158.00 | 9.º    |
| 2020      | Clase 3 del Turismo Nacional | Arana Ingeniería Sport | Toyota Corolla E170  | 8        | 0         | 2      | 0      | 0      | 113.00 | 8.º    |
| 2021      | Clase 3 del Turismo Nacional | Arana Ingeniería Sport | Toyota Corolla E170  | 12       | 0         | 1      | 0      | 0      | 203.00 | 8.º    |
| 2021      | TC Mouras                    | Galarza Racing         | Dodge Cherokee       | 14       | 0         | 0      | 2      | 1      | 321.50 | 14.º   |
| 2022      | Clase 3 del Turismo Nacional | Saturni Racing         | Ford Focus III       | 12       | 1         | 4      | 1      | 0      | 201.00 | 5.º    |
| 2022      | TC Mouras                    | Las Toscas Racing      | Chevrolet Chevy      | 7        | 0         | 1      | 0      | 0      | 471.50 | 5.º    |
| 2022      | TC Mouras                    | Coiro Dole Racing      | Dodge Cherokee       | 9        | 2         | 3      | 4      | 1      | 471.50 | 5.º    |
| 2023      | Clase 3 del Turismo Nacional | Martos Competición     | Toyota Corolla E210  | 4        | 0         | 0      | 0      | 0      | 167.5  | 11.º   |
| 2023      | Clase 3 del Turismo Nacional | Nico Kern Racing Car   | Chevrolet Cruze II   | 2        | 0         | 0      | 0      | 0      | 167.5  | 11.º   |
| 2023      | Clase 3 del Turismo Nacional | DTA Racing             | Fiat Tipo II         | 6        | 0         | 1      | 0      | 0      | 167.5  | 11.º   |
| 2023      | TC Pista                     | Alifraco Sport         | Torino Cherokee      | 7        | 0         | 0      | 0      | 0      | 106.50 | 24.º   |
| 2024      | Clase 3 del Turismo Nacional | Saturni Racing         | Ford Focus III       | 6        | 0         | 2      | 1      | 0      | 275.5  | 1.º    |
| 2024      | Clase 3 del Turismo Nacional | Saturni Racing         | Volkswagen Virtus    | 6        | 1         | 1      | 0      | 0      | 275.5  | 1.º    |
| 2024      | TC Pista                     | RUS Med Team           | Ford Falcon          | 9        | 0         | 1      | 0      | 0      | 214.50 | 26.º   |
| Fuente:   | [ 11 ]                       | [ 11 ]                 | [ 11 ]               | [ 11 ]   | [ 11 ]    | [ 11 ] | [ 11 ] | [ 11 ] | [ 11 ] | [ 11 ] |

## Palmarés
| Título  | Categoría                    | Automóvil         | Año  |
| ------- | ---------------------------- | ----------------- | ---- |
| Campeón | Clase 2 del Turismo Nacional | Renault Clio      | 2016 |
| Campeón | Clase 3 del Turismo Nacional | Volkswagen Virtus | 2024 |